# Medeni Poleani, Pazardjik
Medeni Poleani (în bulgară Медени Поляни) este un sat în comuna Velingrad, regiunea Pazardjik,  Bulgaria. 

## Demografie
Componența etnică a satului Medeni Poleani
     Bulgari (12,77%)
     Turci (21,84%)
     Nicio identificare (65,38%)
     Altele (0%)
La recensământul din 2011, populația satului Medeni Poleani era de 728 locuitori. Nu există o etnie majoritară, locuitorii fiind turci (21,84%) și bulgari (12,77%). Pentru 65,38% din locuitori nu este cunoscută apartenența etnică.